# 威洛斯普林斯鎮區 (堪薩斯州道格拉斯縣)
威洛斯普林斯鎮區（英語：Willow Springs Township）為美國堪薩斯州道格拉斯縣轄下的鎮區。2010年美国人口普查中此鎮區人口有1,463人。

## 地理
威洛斯普林斯鎮區涵蓋總面積為141.3平方（54.54平方英里），其中陸地面積為140.3平方（54.17平方英里），水域面積為0.96平方（0.37平方英里）或0.68%。海拔高度335（1,099英尺）。

## 人口統計
根據2010年美國人口普查，威洛斯普林斯鎮區人口有1,463人，其中男性有757人，女性有706人，人口密度為每平方公里10.36人，住房計593戶。鎮區內的白人有1,410人，非裔美國人有7人，美洲原住民有14人，亞裔美國人有4人，太平洋島裔美國人有0人，其他種族有10人，混血種族則有18人。此外鎮區內有22人為西班牙裔或拉丁裔美國人。此鎮區之年齡中位數為45.3歲，而男性年齡中位數為43.6歲，女性年齡中位數為46.3歲。

## 交通

### 主要公路
- 56號美國國道
- 59號美國國道